# Мусрара
Мусрара — арабское название района в Иерусалиме, известного на иврите как Мораша. Граничит со Старым Городом, мэрией, «Русским подворьем» и ультраортодоксальным еврейским районом Меа Шеарим.

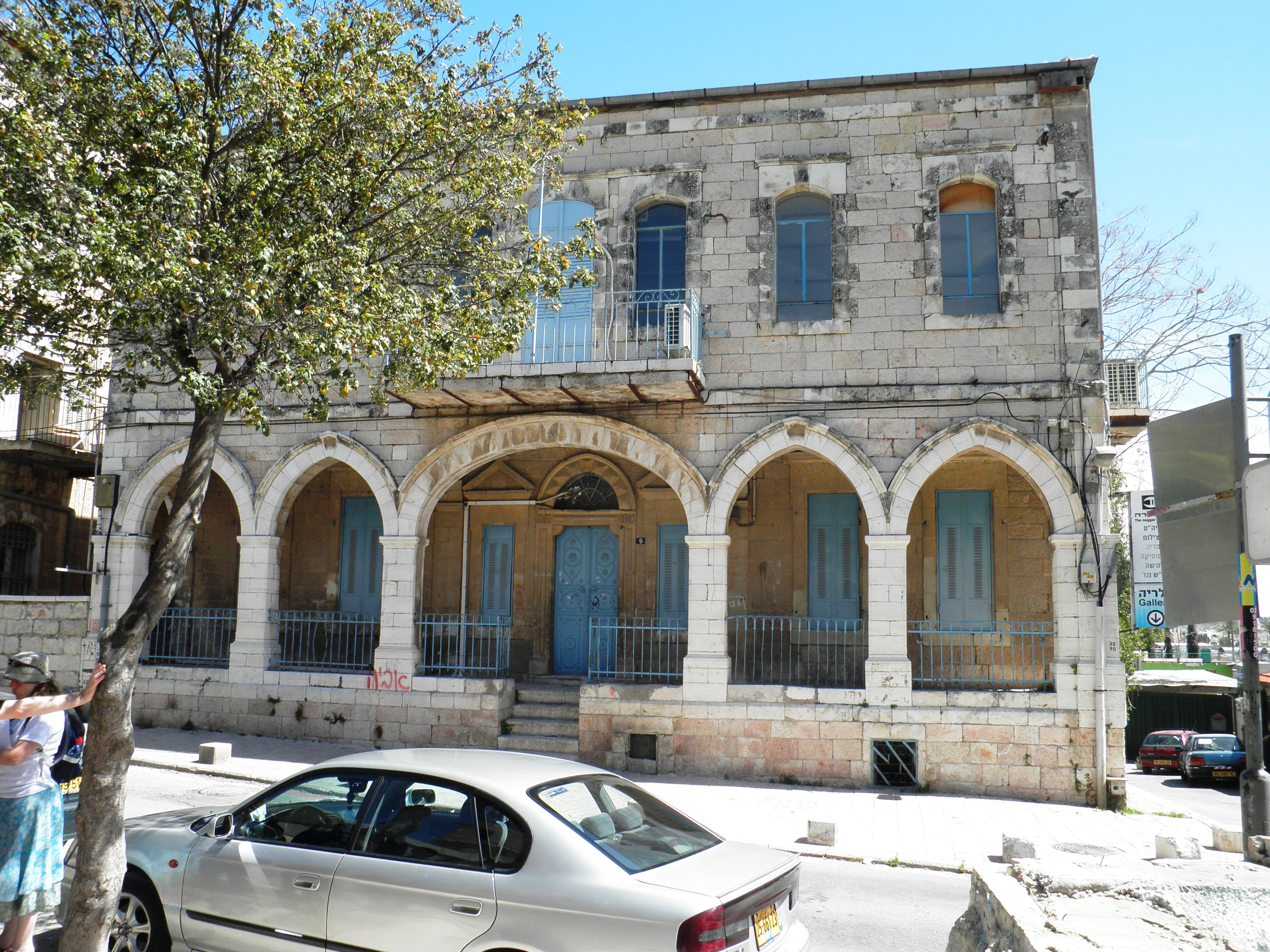
Здание колледжа искусств Мусрара

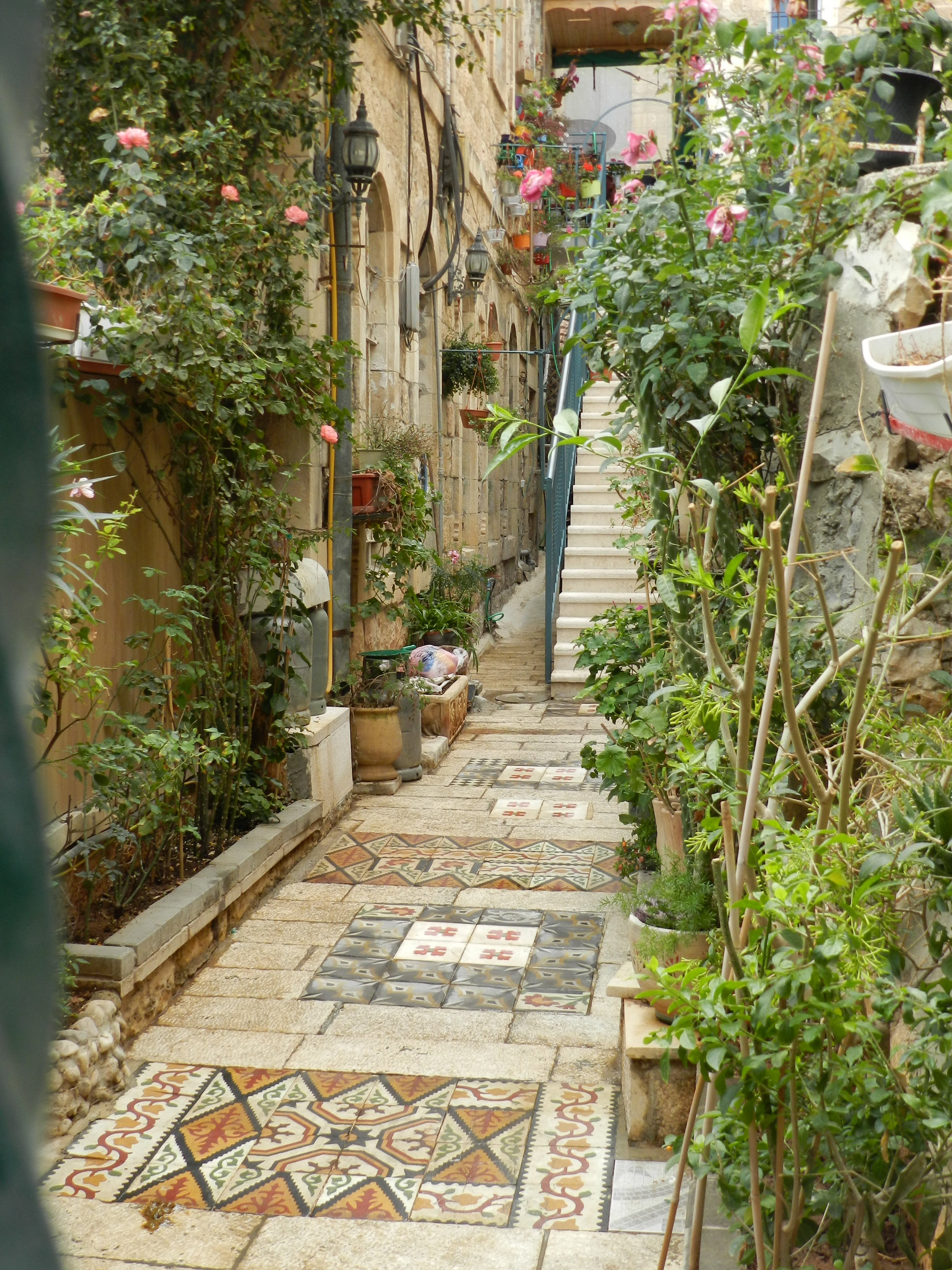
Здание в Мусраре

## История
Район был основан богатыми иорданскими арабами-христианами в конце XIX в. После арабо-израильской войны 1947-49 остался на израильской стороне. Военные действия вынудили бывших жителей покинуть свои дома. Возвращение после окончания войны было запрещено.
Из-за недостатка жилплощади дома Мусрары были распределены репатриантам-выходцам из Северной Африки. Находясь на границе с Иорданией, они часто становились целью снайперских атак. Ситуация сохранялась вплоть до Шестидневной войны, когда в 1967 Иерусалим был снова объединён.

## Современность
Район вмещает в себя одноимённый колледж искусств Мусрара (менее популярное название en:Naggar School of Photography).
Мусрара-Наггар проводит фестивали современного искусства, отличающиеся острой социальностью.